# Missões diplomáticas de Montenegro

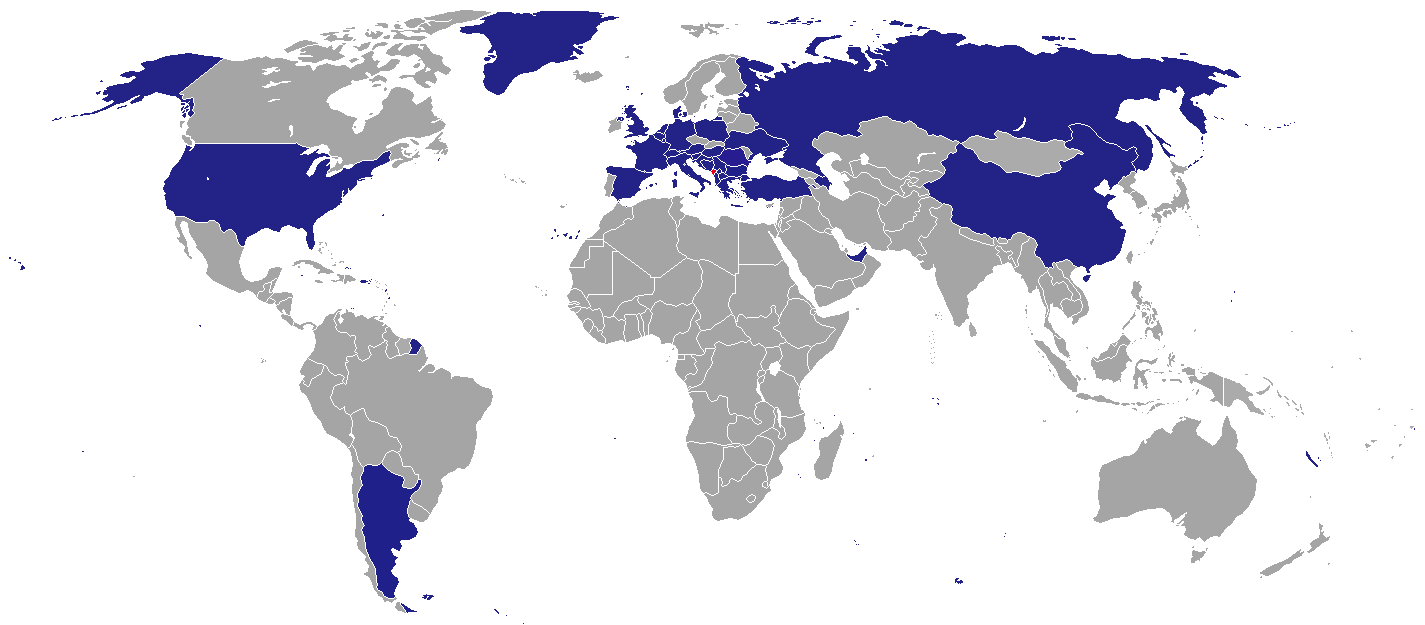
Missões diplomáticas do Montenegro

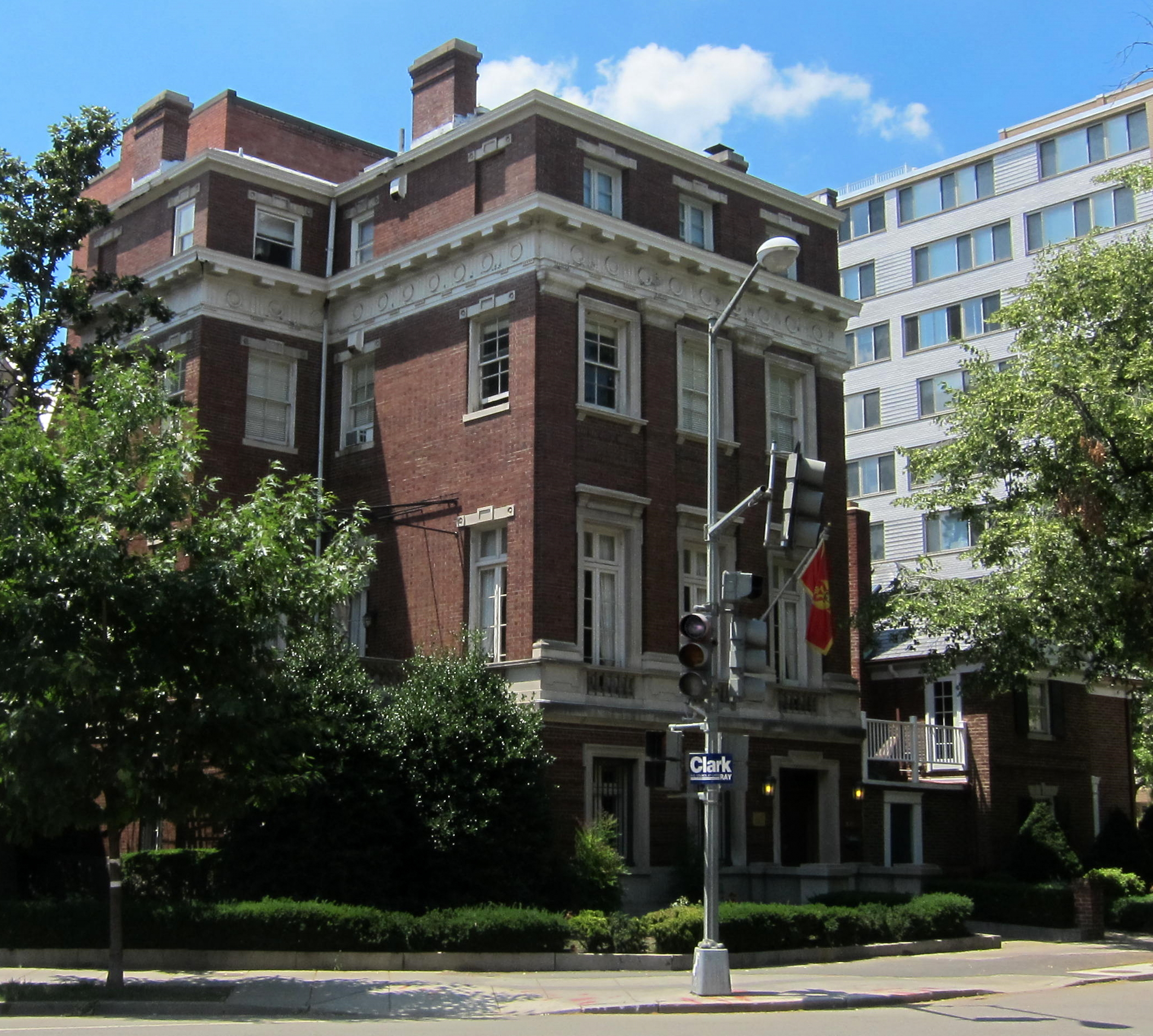
Embaixada de Montenegro em Washington, DC.

Abaixo se encontram as embaixadas e consulados do Montenegro:

## Europa
- Albânia
  - Tirana (Embaixada)
- Alemanha
  - Berlim (Embaixada)
  - Frankfurt (Consulado-Geral)
- Áustria
  - Viena (Embaixada)
- Bélgica
  - Bruxelas (Embaixada)
- Bósnia e Herzegovina
  - Sarajevo (Embaixada)
- Croácia
  - Zagreb (Embaixada)
- Eslovênia
  - Liubliana (Embaixada)
- França
  - Paris (Embaixada)
- Hungria
  - Budapeste (Embaixada)
- Itália
  - Roma (Embaixada)
- Macedônia do Norte
  - Skopje (Embaixada)
- Reino Unido
  - Londres (Embaixada)
- Rússia
  - Moscou (Embaixada)
- Santa Sé
  - Cidade do Vaticano (situada em Roma) (Embaixada)
- Sérvia
  - Belgrado (Embaixada)
- Suíça 
  - Genebra (Embaixada)

## América
- Estados Unidos
  - Washington DC (Embaixada)
  - Nova Iorque (Consulado-Geral)

## Ásia
- China
  - Pequim (Embaixada)

## Organizações multilaterais
- Bruxelas (Missão permanente de Montenegro ante a União Europeia e OTAN)
- Estrasburgo (Missão permanente de Montenegro ante o Conselho da Europa)
- Genebra (Missão permanente de Montenegro ante as Nações Unidas e outras organizações internacionais)
- Nova Iorque (Missão permanente de Montenegro ante as Nações Unidas)
- Paris (Missão permanente de Montenegro ante a Unesco)
- Roma (Missão permanente de Montenegro ante a Organização das Nações Unidas para a Alimentação e a Agricultura)
- Viena (Missão permanente de Montenegro ante as Nações Unidas)